# 收入分配
所得分配廣義上指在一定時期内經濟活動成果在各經濟主體之間的分配。還可分類為國民所得分配和個人所得分配，兩者是總體與局部的存依關係，並且互相關聯、約制且互有影響。